# Алирзаев, Милад Валерикович
Милад (Мухаммад) Валерикович Алирзаев (13 июня 1998, Рутульский район, Дагестан, Россия) — российский борец греко-римского стиля, двукратный чемпион и призёр чемпионатов России, обладатель Кубка мира, призёр чемпионата Европы.

## Спортивная карьера
Является уроженцем села Амсар Рутульского района. Алирзаев тренируется в махачкалинской спортшколе греко-римской борьбы, подведомственной Министерству спорта Республики Дагестан, под руководством Артура Курамагомедова и Магомедали Магомедалиева. В январе 2019 года стал бронзовым призёром чемпионата России в Калининграде. В ноябре 2019 года в Венгрии одержал победу на чемпионате мира до 23 лет. В декабре 2020 года вошёл в состав сборной России для участия в индивидуальном Кубке мира в Белграде, где стал победителем. В начале февраля 2022 года в Суздале, одолев в финале Александра Комарова, стал чемпионом России.
В апреле 2024 года на Европейском квалификационном турнире в Баку ему удалось завоевать лицензию для своей страны на летние Олимпийские игры 2024 в весовой категории до 87 кг.

## Основные достижения
- Чемпионат мира по борьбе среди спортсменов до 23 лет 2019 — ;
- Чемпионат России по греко-римской борьбе 2019 — ;
- Индивидуальный кубок мира по борьбе 2020 — ;
- Чемпионат России по греко-римской борьбе 2021 — ;
- Чемпионат Европы по борьбе 2021 — ;
- Чемпионат России по греко-римской борьбе 2022 — ;
- Чемпионат России по греко-римской борьбе 2023 — ;
- Чемпионат России по греко-римской борьбе 2025 — ;